# Mykolas Jankauskas
Mykolas Jankauskas (*  9. August 1905 in Šniūrai, Wolost  Pušalotas, jetzt Rajongemeinde  Pasvalys; † 9. März 1999  in Karmėlava) war ein litauischer Forstwissenschaftler.

## Leben
1928 absolvierte Jankauskas das Studium an der Lietuvos žemės ūkio akademija. 1969 habilitierte er in Biologie. 
Von 1929 bis 1942 arbeitete er bei Miškų departamentas in der Forstverwaltung. Von 1945 bis 1949 leitete er den Lehrstuhl  für Forstökonomie der Forstfakultät der Vilniaus universitetas. Von 1946 bis 1949 arbeitete er auch als Oberingenieur bei der Lietuvos miškotvarkos kontora. Von 1949 bis 1952 leitete er als Dekan die Forstfakultät der Lietuvos žemės ūkio akademija in Kaunas. Von 1950 bis 1989 arbeitete er im Miškų institutas, von 1950 bis 1976 leitete die Abteilung für Forstökonomie und -organisation. Ab 1972 lehrte er als Professor.
Er war Träger des litauischen Großfürst-Gediminas-Ordens.

## Ehrung
- 1994: Ehrendoktor der Lietuvos žemės ūkio akademija